# 小林清秀
小林 清秀（こばやし きよひで、1962年9月26日 - ）は、愛知県半田市出身の俳優。アイティ企画所属。
旧芸名は小林 キヨ秀。

## 人物
身長157cm。体重59kg。
愛知県立大府高等学校卒。芝浦工業大学二部電気工学科中退。セツ・モードセミナー終了。加藤健一俳優教室修了。
趣味・特技は競馬、料理、調理、カクテル、ミシン掛け、水泳、英会話。

## 出演作品

### テレビドラマ
- 水曜ドラマ / 隣人は秘かに笑う 第8話（1999年、日本テレビ） - 刑事
- ドラマ愛の詩 / ズッコケ三人組3 第11話（2001年、NHK教育テレビジョン）
- 天ドラ / アハハ!〜本当のやさしさって何?〜（2002年、NHK教育テレビジョン）
- 忍風戦隊ハリケンジャー 巻之二十（2002年、テレビ朝日） - サラリーマン ※小林きよ秀名義
- さわやか3組 第16期 第7話（2002年、NHK教育テレビジョン）
- 救命病棟24時 スペシャル（2005年、フジテレビ） - 肥後圭
- 仮面ライダーカブト 第30話（2006年、テレビ朝日） - 京料理[3]
- 相棒14 第3話（2015年、テレビ朝日） - 管理人

### テレビ番組
- ビジネスワールド（NHK）
- NO-NO（フジテレビ）
- デュエル・マスターズ エキサイトスタジアム（キッズステーション） - 博士
- 爆報! THE フライデー（TBS）
- 行列のできる法律相談所（日本テレビ）
- ビートたけしのTVタックル（テレビ朝日）
- 英会話SP

### 映画
- 淀川長治物語 神戸篇サイナラ（2000年、PSC） - 映画館の売り子
- 五条霊戦記 GOJOE（2000年、東宝） - 無宿人
- 荒ぶる魂たち（2002年、大映） - バーテン
- 待合室（2006年、東京テアトル） - 山崎富男
- TOKYO CITY GIRL（2015年、アークエンタテインメント）

### 舞台
- 第三の波（1980年）※デビュー作[2]
- いわき芸術文化交流館アリオス
  - 間違いの喜劇 - 公爵
  - リア王 - 主演：リア王
  - ヴェニスの商人 - モロッコ大公
  - から騒ぎ - レオナート
  - 十二夜 - マルヴォーリオ
- お菓子放浪記
- 月光の月

### CM
- ソースネクスト 筆王2000 for Windows（1999年）
- エポック社 エキサイトスタジアム
- バンダイ ドラゴンボールスーパーカードゲーム
- 東京オートサロン
- 農林水産省 フェアプライス会議（2024年）
  - フェアプライス会議～1. 決まらない価格のゆくえ～
  - フェアプライス会議～2. メーカーの試行錯誤～
- ぷららネットワークス